# Премиър лига (снукър)
Висшата (Премиър) лига по снукър (на английски: Premier League) (и с други имена заради спонсорите му през годините: Betfred Premier League, PartyPoker.com Premier League, PartyBets.com Premier League и Dr. Martens Premier League), е професионален турнир по снукър.
Началото е през 1987 година. Турнирът се играе в интересен формат в продължение на няколко седмици, обикновено от средата на септември до началото на декември, паралелно с други турнири от ранкинг системата, въпреки че Премиър лигата не носи точки за нея.

## Формат на игра
В Премиър лигата участват обикновено играчи от топ 10 на световната ранглиста. Комбинацията от играчите се избира по интересен начин - смес от много силни, добри играчи, които обаче са далеч от топ 10, представители на страни, които не са в Обединеното кралство. Играчите играят помежду си всеки срещу всеки в една група от 6 души. За разлика от други по снукър, равенство в резултата е възможно. 2 точки се присъждат за победа и 1 за равенство. В края на груповия етап, в четирима играчи се класират за полуфиналния етап в мач от 9 максимални фрейма. Победителят се определя в един мач с 13 максимални фрейма.
Основната разлика от другите турнири е наличието на часовник. Всеки играч има 25 секунди, за да изиграе своя удар. Санкцията за прехвърлено време над 25-секундния лимит е 5 точки. На всеки играч е позволено 5 такива прехвърляния на времето на мач и само 3 за даден фрейм.

## История
Първото издание на Премиър игата датира от 1987 г. Победител в това първо издание е Стив Дейвис, като той печели 4 последователни титли - до 1990 г. Най-много титли има Рони О'Съливан - 9. В класация след него с 6 успеха се нарежда Стивън Хендри, а след това и Стив Дейвис с 4-те си последователни и единствени за сега победи. Само един-единствен път играч, който не е от Великобритания е печелел лигата и това е Марко Фу през 2003 г. През 2008 г. Рони О'Съливан влиза в историята на турнира с 5 последователно спечелени титли!

## Победители
| Година         | Страна    | Победител      |
| -------------- | --------- | -------------- |
| 1987           | Англия    | Стив Дейвис    |
| 1988           | Англия    | Стив Дейвис    |
| 1989           | Англия    | Стив Дейвис    |
| 1990           | Англия    | Стив Дейвис    |
| 1991           | Шотландия | Стивън Хендри  |
| 1992           | Шотландия | Стивън Хендри  |
| 1993           | Англия    | Джими Уайт     |
| 1994           | Шотландия | Стивън Хендри  |
| 1995           | Шотландия | Стивън Хендри  |
| 1996           | Ирландия  | Кен Дохърти    |
| 1997           | Англия    | Рони О'Съливан |
| 1998           | Ирландия  | Кен Дохърти    |
| 1999           | Шотландия | Джон Хигинс    |
| 2000           | Шотландия | Стивън Хендри  |
| 2001           | Англия    | Рони О'Съливан |
| 2002           | Англия    | Рони О'Съливан |
| 2003           | Хонг Конг | Марко Фу       |
| 2004           | Шотландия | Стивън Хендри  |
| 2005 (2004/05) | Англия    | Рони О'Съливан |
| 2005 (2005/06) | Англия    | Рони О'Съливан |
| 2006           | Англия    | Рони О'Съливан |
| 2007           | Англия    | Рони О'Съливан |
| 2008           | Англия    | Рони О'Съливан |
| 2009           | Англия    | Шон Мърфи      |
| 2010           | Англия    | Рони О'Съливан |